# Río Pachuy
El río Pachuy es un curso de agua que fluye en la Región de Atacama para descargar sus aguas en el río Chollay de la cuenca del río Huasco, en la Región de Atacama, Chile.
Este curso de agua es llamado  quebrada de Pachui por Luis Risopatrón en su mapa geográfico.

## Trayecto
El río nace en la cordillera de los Andes. Tras su nacimiento recorre hacia el noroeste y desemboca en el río Chollay bordeando los pueblos de Chollay y Pachuy.
En su desembocadura en el río Chollay está ubicado los poblados de Chollay y Pachuy. Allí desemboca el río Pachuy.

## Caudal y régimen
El río Pachuy drena las laderas del extremo sur de la sierra de Tatul con lo que aporta cerca del 40% del caudal de sus ríos principales, Chollay y El Tránsito.: 231 
La Dirección General de Aguas divide la cuenca en tres partes:: 49–50 
1. La subcuenca del Carmen, que desde su nacimiento en la cordillera de los Andes hasta su junta con el río del Tránsito presenta un régimen nival, con crecidas en diciembre en años húmedos, producto de los deshielos, mientras que en años secos se observan caudales muy bajos a lo largo de todo el año. El período de estiaje ocurre en el trimestre mayo-julio.
2. La subcuenca del Tránsito, que drena el río el Tránsito y el Conay, tiene un régimen nival, con crecidas entre noviembre y enero, en años húmedos, mientras que en años secos se observan caudales muy bajos a lo largo del año. El período de estiaje ocurre en el trimestre julio-septiembre.
3. La subcuenca del Huasco, que desde su nacimiento en la confluencia de los ríos El Tránsito y El Carmen, posse un régimen nival, con crecidas en diciembre y enero en años húmedos, producto de los deshielos. En años secos se observan caudales muy bajos durante todo el año, especialmente entre noviembre y abril, debido a la poca acumulación nival que se produce en este tipo de años. El período de estiaje ocurre en el trimestre agosto-octubre.

Hans Niemeyer, sin embargo, no es tan enfático. Al señalar que su régimen es nival, advierte que muchos años el régimen, o su caudal, tiene 2 puntas, una durante el periodo de lluvias y una durante el periodo de deshielo.: 232 

## Historia
Luis Risopatrón lo describe en su Diccionario Jeográfico de Chile (1924) como una quebrada:: 909 
Pachui (Quebrada de). Corre hacia el NW i desemboca en la parte inferior del valle de Chollai. 67, p. 312; 118, p. 93 i 106; 135; i 156; i Pachuy en 97, p. 9.